# MICH TC-2000
Il Modular Integrated Communications Helmet (MICH), anche detto Advanced Combat Helmet (ACH), è un elmetto sviluppato dallo United States Army Soldier Systems Center ed è l'elmetto maggiormente in dotazione all'esercito degli Stati Uniti d'America. Esso ha sostituito il precedente PASGT.
Attualmente, a partire dal 2019, l'elmetto IHPS (Integrated Head Protection System) è il più recente elmetto da combattimento nell'esercito degli Stati Uniti d'America ed andrà eventualmente a sostituire sia l'ACH (Advanced Combat Helmet), sia l'ECH (Enhanced Combat Helmet).